# 库鲁米市场

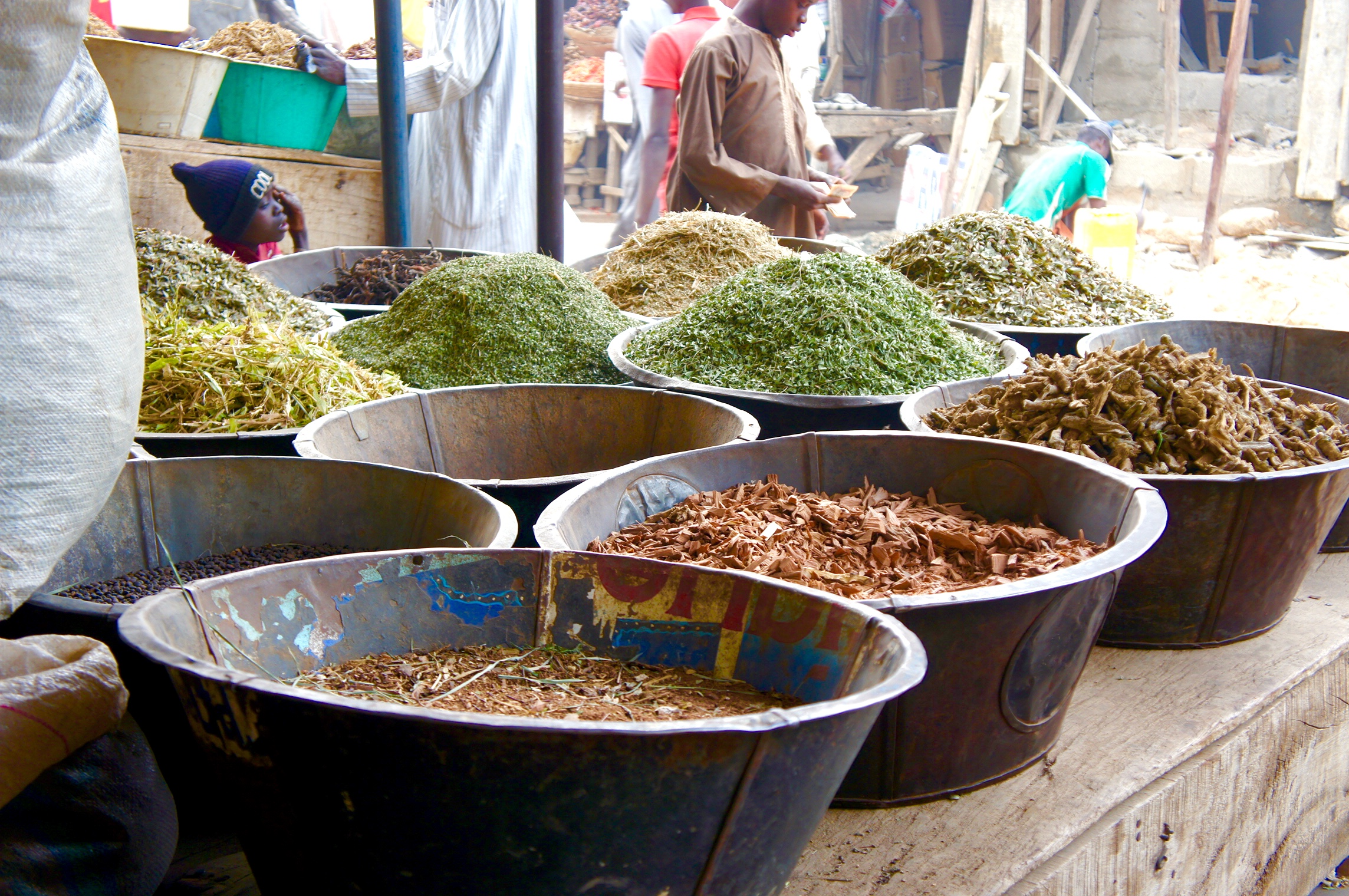
在市场中售卖的檀香和熏香原材料

库鲁米市场（英語：Kurmi Market）是位于尼日利亚第二大城市、卡诺州首府卡诺的一座大型传统集市。库鲁米市场是非洲最为古老的集市之一，最早是在15世纪时由时任卡诺国王设立，至今仍在使用中。尼日利亚全国乙级联赛中也有一支由该市场冠名的足球队。

## 历史
15世纪时，随着卡诺市区内区域内以及跨撒哈拉贸易的兴起，位于市中心贾卡拉区（Jakara）的库鲁米市场被设立为贸易与仓储中心。 此后，商贸的扩大使得卡诺成为了区域内的一个农产品交易中心，并促进了当地织造、印染、皮革制造、制陶等专精工业的兴起，因此吸引了苏丹草原、的黎波里、古达米斯的巡游商人来购买商品。在殖民时代之前，市场整体呈四边形，其中竹制隔间相接连成不规则街道样；市场内，特定的隔间售卖不同商品，而牲口贸易在市场外延最西侧进行。市场主要由特定商品的销售者或者生产者之监管者进行管辖。

### 殖民时期和后殖民时期
1904年，为卡诺土著当局制造更多利润，旧市场被夷平，取而代之的是1909年开张的新市场。新市场由755个黏土制隔间构成，并且有用一个清真寺与裁判院。从此之后，市场内以及其周遭的贾卡拉区的道路逐步被拓宽，牲畜贸易者被要求另寻他处。但是随着贸易路线的改变，市场的交易者不再是与城市北部临近区域与跨撒哈拉的商人，与南部邻近区域以及欧洲人的贸易取而代之。1969年，卡诺地方政府接管了市场。在政府的鼓励下，当地自逐步形成了扬库巴（Yan Kaba）蔬菜市场以及堪汀卡瓦利（Kantin Kwari）纺织品市场等专业市场，不少商家也逐步迁移到法耶（Fagge）与萨班加里（Sabon Gari）。目前，该市场不再是地域贸易的中心，转而主要服务于本地消费者。

## 拓展阅读
- Naniya, Tijjani. . Kano: FAIS Journal of Humanities, Vol 1, No 3. 2001 （英语）.